# جاي. واي. بارك
بارك جين يونغ (بالكورية: 박진영)‏ (مواليد 13 ديسمبر 1971)، المعروف أيضًا بأسمائه المسرحية جاي.واي. بارك و The Asiansoul أو الأحرف الأولى جاي واي بي، هو مغني وكاتب أغاني ومنتج تسجيل ومدير تسجيل وحاكم برامج تلفزيونية واقعية كوري جنوبي. صعد بارك إلى النجومية كمغني بعد إصدار أول ألبوم له عام 1994 بعنوان Blue City. في عام 1997، أصبح المؤسس والرئيس التنفيذي لشركة جاي واي بي إنترتينمنت، إحدى أكبر وكالات الترفيه في كوريا الجنوبية. كرئيس لـ جاي واي بي إنترتينمنت، طور بارك فنانين من البوب الكوري ناجحين، بما في ذلك راين ووندر غيرلز وتو بي إم وميس أي وغوت سفن وسوزي وستراي كيدز وداي6 وتوايس وإتزي وبوي ستوري ونيزيو.

## النشأة والتعليم
ولد بارك في سول. كان والده مراسلاً إخباريًا في الولايات المتحدة، في سن التاسعة، انتقل بارك مع والدته إلى نيويورك بعد إعادة تعيين والده. عاشوا هناك لمدة ثلاث سنوات قبل عودة بارك إلى سول للمدرسة الثانوية. التحق لاحقًا بجامعة يونسي، وخلال هذه الفترة أصدر أول ألبومين له. حصل على بكالوريوس في الجيولوجيا عام 1996. لديه أخت أكبر منه.

## الحياة الشخصية
في عام 1999، تزوج بارك جين يونغ من سيو يون جيونغ. في مارس 2009، أعلن الزوجان طلاقهما. في 10 أكتوبر / تشرين الأول 2013، تزوج من امرأة لم يذكر اسمها أصغر منه بتسع سنوات. في 25 يناير 2019، ولدت ابنته، وكتب بارك أغنية تدعى «هذه اليد الصغيرة» لأبنته ووالده، مع فيديو موسيقي على شكل وثائقي تم إصداره في 9 فبراير. في الفيديو الموسيقي، كشف عن أن والده كان في مرحلة متأخرة من مرض الزهايمر ولم يعد بإمكانه التعرف عليه. ذهبت جميع عائدات الأغنية إلى مؤسسة المظلة الخضراء (ChildFund Korea) لمساعدة الأطفال المحتاجين.

## روابط خارجية
- جاي. واي. بارك على موقع IMDb (الإنجليزية)
- جاي. واي. بارك على موقع روتن توميتوز (الإنجليزية)
- جاي. واي. بارك على موقع ميوزك برينز (الإنجليزية)
- جاي. واي. بارك على موقع أول ميوزيك (الإنجليزية)
- جاي. واي. بارك على موقع ديسكوغز (الإنجليزية)
- جاي. واي. بارك على موقع قاعدة بيانات الفيلم (الإنجليزية)